# OneShot
OneShot ist ein Adventure des Indiestudios Future Cat. Eine erste Version des Spiels wurde 2014 durch die Entwickler bereitgestellt. Eine erweiterte und überarbeitete Version wurde 2016 durch den japanischen Publisher KOMODO (früher Degica) veröffentlicht.

## Handlung
Niko erwacht in einer dunklen Hütte. In diesem steht ein Computer, mit welchem Niko interagiert. Dieser spricht zum Spieler: Die Welt sei kurz vor dem Untergang, und die Aufgabe des Spielers wäre es, Niko zurück in seine* Heimatwelt zu bringen. In der Hütte findet Niko eine Glühbirne, die im Spiel als Sonne bezeichnet wird. Nachdem Niko es schafft sich aus der Hütte zu befreien, trifft Niko auf einen Roboter namens Prophetbot, welcher Niko und den Spieler aufklärt, dass Niko der Messias sei, und die Welt retten müsse, in dem Niko die Sonne auf den Turm in der Mitte des Landes bringt. Während man versucht, tiefer ins Land zu bekommen trifft man immer wieder auf die Entität, die durch Computer zum Spieler spricht. Die Entität scheint mehr über die Welt zu wissen und manchmal wird die Hilfe der Entität benötigt, um weiterzukommen, die Motive sind bis zum Ende des Spieles unklar. Aufklärungen zum Plot gibt es im alternativen „Solstice“-Pfad, welcher nach dem ersten erfolgreichen Spieldurchlauf gespielt werden kann.

## Spielprinzip
OneShot basiert auf der RPG-Maker-Engine. Enginetypisch folgt man Niko mit einer Top-Down-Perspektive durch die Welt. In typischer Adventuremanier erkundet man die Welt, sammelt Gegenstände, fügt diese zu neuen Gegenständen zusammen und löst Rätsel. Der Spieler als Gottheit hat die Möglichkeit, an fixen Punkten des Spiels mit Niko zu sprechen; außerhalb des Spiels muss man Dateien bewegen, löschen oder lesen, um etwas in der Spielwelt zu ändern.
Das Spiel preist sich selbst als surreales Rätselabenteuer an, in welchem die Welt weiß, dass der Spieler existiert, eigenen Entscheidungen Konsequenzen tragen, und dass man nur einen Versuch hat, die Welt zu retten (aus diesem Konzept leitet sich auch der Name OneShot ab). Im Spiel wird oft die vierte Wand gebrochen, der Spieler existiert als eine Art Gott in der Spielwelt und oft müssen Dinge außerhalb des Spielfensters im Betriebssystem getan werden, um in Rätseln voran zu kommen. Die Gottesfigur des Spielers ist jedoch nicht direkt im Spiel vorhanden und kann nur indirekt Einfluss darauf nehmen, weswegen man Niko steuert und anleitet.
Auf der Steam-Seite des Spieles wird gewarnt, dass OneShot, obwohl es kein Horrorspiel im herkömmlichen Sinn ist, Unbehagen und Paranoia auslösen kann.

## Entwicklungs- und Veröffentlichungsgeschichte
Die erste Version des Spiels wurde für den 2014 Indie Game Maker Wettbewerb entwickelt. Als erweitertes und überarbeitetes Produkt kam es auf Steam am 8. Dezember 2016 heraus. Am 12. März 2020 folgte der Release auf itch.io. Eine für Konsolen angepasste Version namens „OneShot: World Machine Edition“ erschien auf der Nintendo Switch, PlayStation 4 und Xbox One am 22. September 2022.

## Rezeption
OneShot erhielt laut Metacritic überwiegend gute Kritiken. Spencer Rutledge von Hardcore Gamer lobte die Geschichte des Spiels und erklärte, dass „OneShot mühelos Emotionen vermittelt.“ Pascal Teikala von Adventure Gamers lobte das Gameplay des Spiels. COGConnected kritisierte das Puzzle-Design des Spiels, räumte jedoch ein, dass seine Schwierigkeiten nur auf einige wenige Puzzles zutrafen. 2017 wurde „OneShot“ für die Kategorie „PC-Spiel des Jahres“ der Golden Joystick Awards nominiert.